# Chinedum Peace Babalola
Chinedum Peace Babalola, née Anyabuike, est une universitaire professeure nigériane de chimie pharmaceutique et de pharmacocinétique. Elle a été la première femme professeure de pharmacie à l'université d'Ibadan, et la vice-chancelière de l'université Chrisland, au Nigeria.

## Biographie
Chinedum Anyabuike obtient une licence en pharmacie en 1983, une maîtrise en chimie pharmaceutique en 1987 et un doctorat en chimie pharmaceutique (option pharmacocinétique) en 1997 à l'université d'Ife, aujourd'hui université Obafemi-Awolowo. Elle reçoit une bourse de la Banque mondiale et de la National Universities Commission (Nigeria) et effectue un stage pré-doctoral à l'université de Colombie-Britannique, au Canada, entre 1994 et 1995.
Elle commence ensuite une carrière universitaire en tant que jeune chercheuse et enseignante assistante à l'université Obafemi-Awolowo dès 1985. À la suite de son passage en 1994-1995 à l'université de Colombie-Britannique, elle devient maître de conférences au département de chimie pharmaceutique de l'université Obafemi Awolowo avant de rejoindre l'université d'Ibadan en tant que maître de conférences en 1998. Elle devient chercheuse associée à l'Institut de recherche médicale avancée et de formation, dans l'unité de recherche génétique et bioéthique du Collège de médecine de l'Université d'Ibadan. Une unité qu'elle dirige également de 2010 à 2012.
Puis elle est la première professeure de pharmacie de l'université d'Ibadan en octobre 2006. En 2012, elle obtient un diplôme de troisième cycle en pharmacie industrielle (IPAT) délivré conjointement par la Kilimanjaro School of Pharmacy (à Moshi en Tanzanie) et l'université Purdue aux États-Unis.
Elle est la première femme doyenne de la faculté de pharmacie de l'université d'Ibadan de 2013 à 2017 et une professeure adjointe au département de chimie pharmaceutique de la faculté de pharmacie de l'université Olabisi-Onabanjo. Elle a été deux fois directrice des études générales (2005 - 2010) à l'université d'Ibadan. Elle est la première pharmacienne à avoir été nommée conseillère spécialisée et consultante dans un hôpital nigérian, l'University College Hospital (UCH), à Ibadan, avant d'être nommée vice-chancelière de l'université Chrisland à Abeokuta (université fondée en 2015) en novembre 2017.

## Objets de ses recherches
Elle a combiné des principes pharmacocinétiques et pharmacodynamiques afin d'établir un lien entre les niveaux de médicaments dans l'organisme et le résultat du traitement, et améliorer ainsi la rationalité des traitements. Elle a mis au point une nouvelle méthode de chromatographie en phase liquide pour l'analyse de la quinine en biométrie. Cette nouvelle méthode d'analyse de la quinine a permis d'élucider la pharmacocinétique de la quinine chez les Africains et a servi de base à l'optimisation des doses dans les brevets sur le paludisme. Ses études sur les interactions médicamenteuses et le métabolisme suggèrent une diminution de la biodisponibilité et de l'activité bactérienne de certains antibiotiques lorsqu'ils sont associés à certains médicaments antipaludiques.
Les résultats de ses recherches ont également révélé des différences génétiques importantes dans l'élimination des médicaments et les résultats des traitements, ce qui a suscité son intérêt pour les études pharmacogénétiques au sein de la population africaine. Elle est l'une des scientifiques qui ont mené la première étude pharmacogénétique sur des patients sains et drépanocytaires au Nigéria. Cette étude a révélé que certains Nigérians sont porteurs du gène mutant CYP2C19, qui métabolise mal les médicaments.

## Principales distinctions
La professeure Babalola a reçu plusieurs bourses, prix et subventions. Outre la bourse reçue de la Banque mondiale et de la National Universities Commission (Nigeria) en 1994, pendant sa formation universitaire, elle a remporté en 2011 une bourse de la Fondation MacArthur d'une valeur de 950 000 dollars (2012) pour l'enseignement supérieur, grâce à laquelle elle a mis en place le Centre de développement et de production de médicaments (CDDDP), à l'Université d'Ibadan. En 2011 toujours, elle est devenue membre de l'Académie nigériane des sciences, puis en 2012 de la Société pharmaceutique du Nigeria. Elle est membre de l'Académie africaine des sciences depuis 2013, puis de l'Académie nigériane de pharmacie depuis 2015. En 2019, elle s’est vu remettre le prix régional Kwame Nkrumah de l'Union africaine pour l'excellence scientifique.